# St. Katharinen (Kirchbarkau)

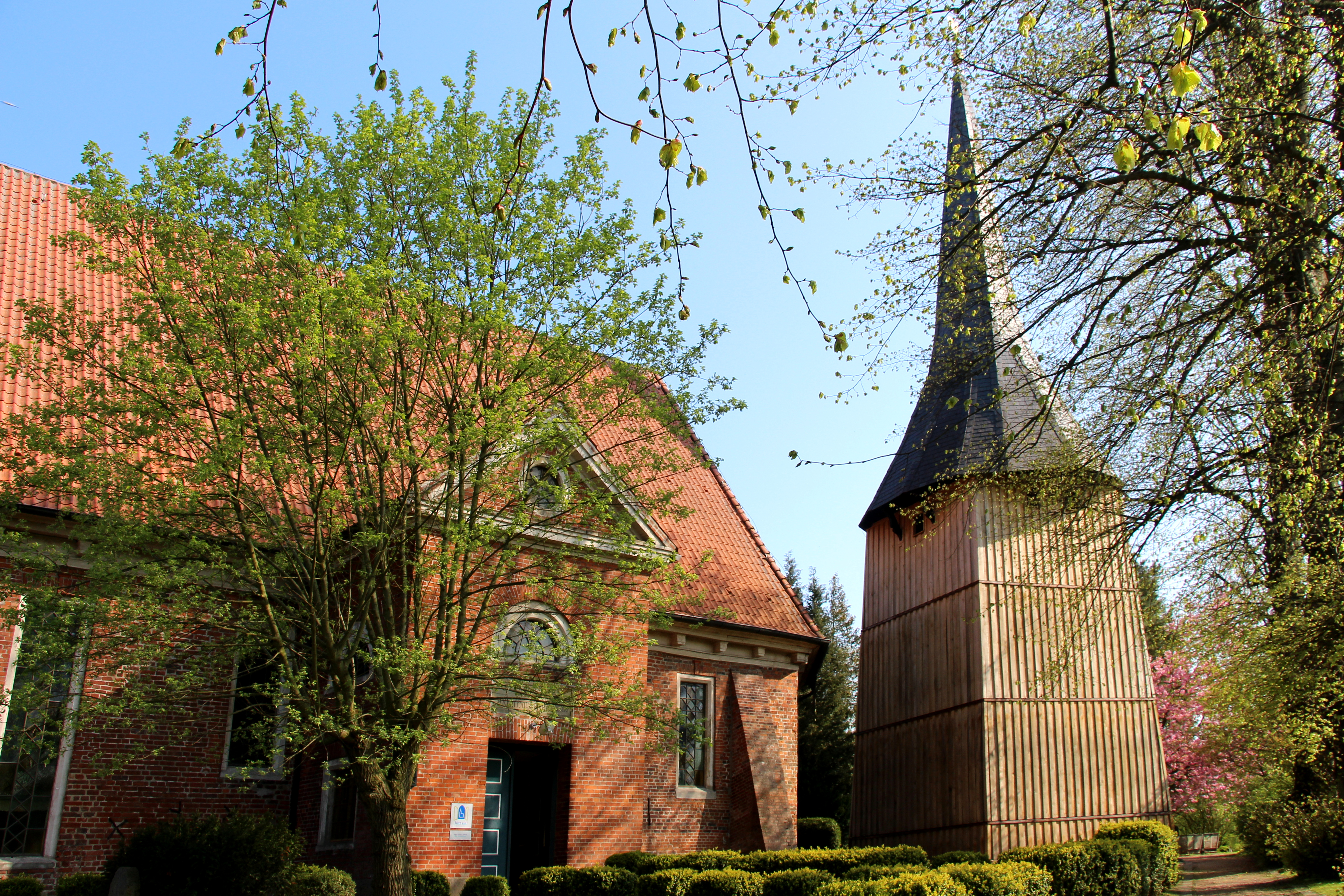
Die Kirche und der freistehende Glockenturm

Die St.-Katharinen-Kirche ist die Kirche der evangelisch-lutherischen Gemeinde in Kirchbarkau, Schleswig-Holstein.

## Geschichte

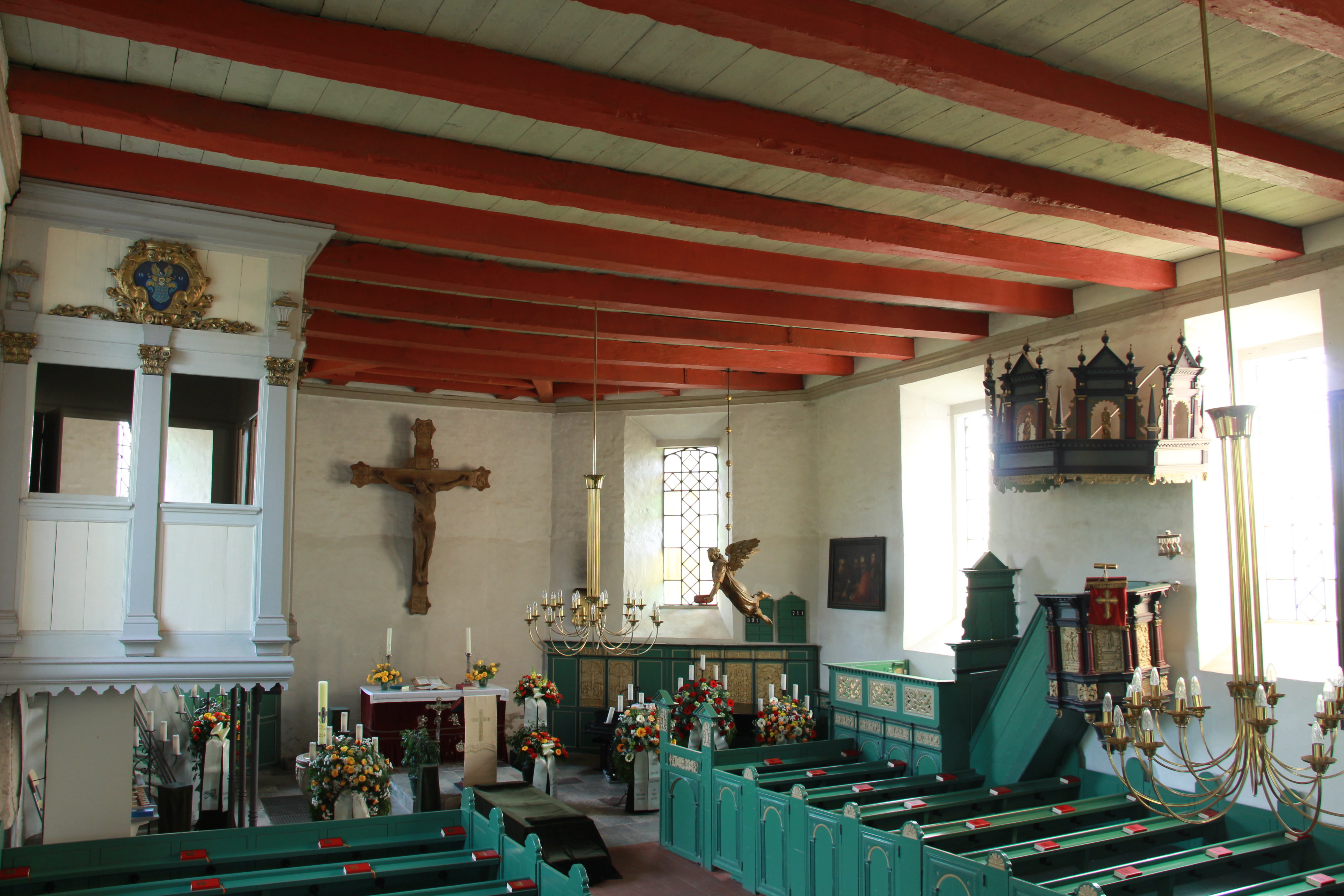
Die Kirche innen

Eine Kirche mit dem Patrozinium der Katharina von Alexandrien im damals Brocowe genannten Ort ist erstmals 1259 erwähnt. Ob es sich um das heutige, erstmals 1542 schriftlich erwähnte Kirchbarkau handelte, oder ob der Ort der Kirche verlegt wurde, ist nicht bekannt. Wann die heutige Dorfkirche, eine achteckige Saalkirche aus Backstein, errichtet wurde, ist ebenfalls nicht genau bekannt, da schriftliche Quellen bei mehreren Bränden des Pastorats vernichtet wurden. Dendrochronologische Untersuchungen haben ergeben, dass einzelne Balken im Dachstuhl um 1694 gefällt wurden, was eine Annahme eines Neubaus um 1695 unterstützen würde. Andere Balken weisen allerdings ein Fälldatum von etwa 1466 auf, was dafür spricht, dass ein Kirchbau des 15. Jahrhunderts Ende des 17. Jahrhunderts umgebaut wurde. 1734 wurde eine Gruft angebaut.
Der freistehende Glockenturm aus Holz stammt vom Anfang des 16. Jahrhunderts. Einzelne Balken konnten auf das 14. Jahrhundert datiert werden. Im Turm hängen drei Glocken, von denen die Marienglocke des Flensburger Glockengießers Peter Hansen von 1492 die älteste ist.

## Ausstattung

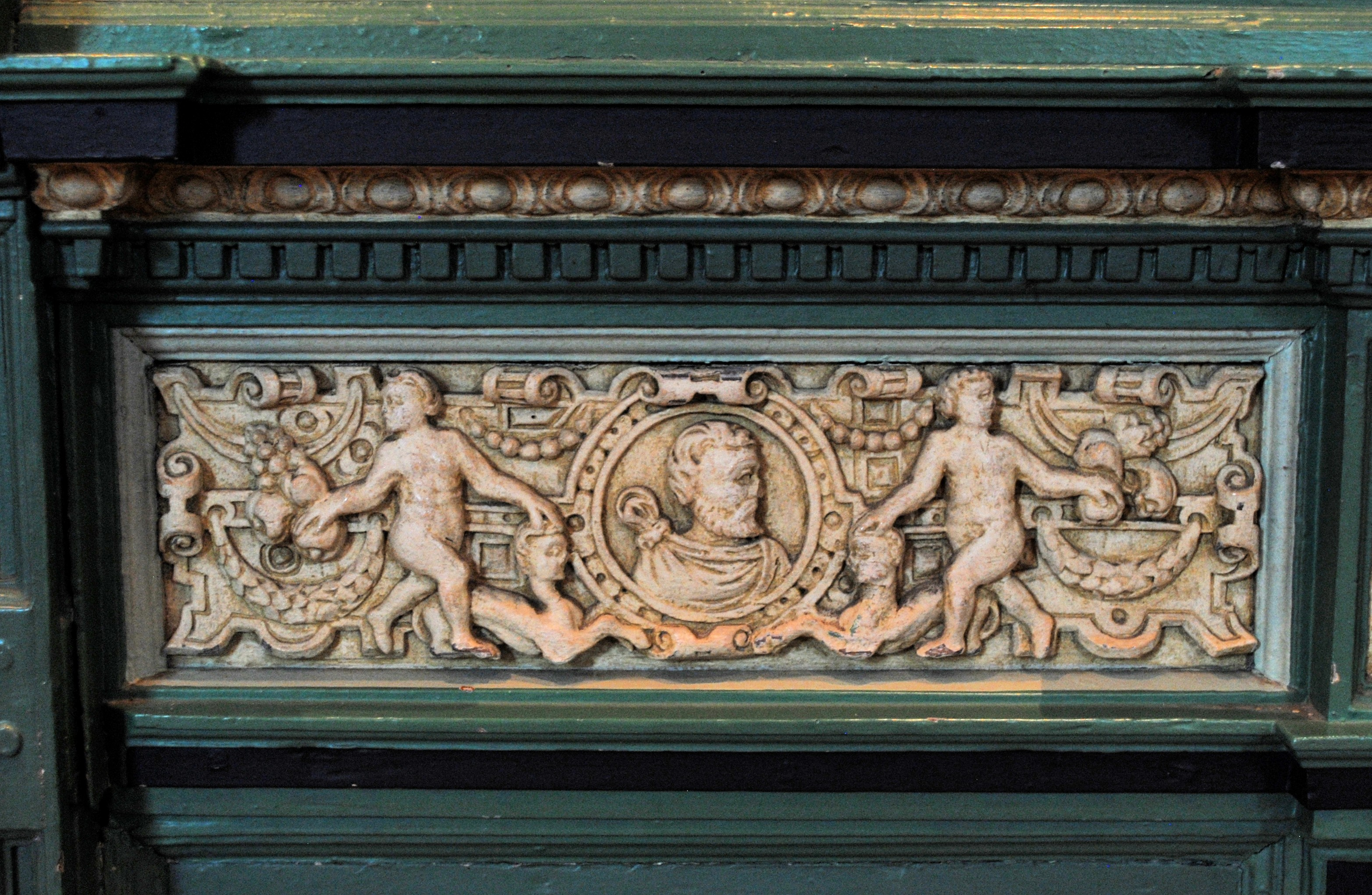
Paneele des Rantzaugestühls

Sehenswert ist die Ausstattung mit dem Rantzau-Gestühl von 1586, das dem Bildschnitzmeister Ciriacus Dirkes aus der Eckernförder Bildschnitzerschule zugeordnet wird und den Gutsherrn Paul Rantzau auf Bothkamp mit den neun Söhnen und seine Ehefrau Beate Sehestedt mit sechs Töchtern jeweils vor dem Kreuz kniend zeigt. Dieses Adelsgestühl ist noch in Teilen erhalten geblieben. Es handelt sich hierbei vor allem um die reich geschnitzten Rückwandfelder mit Oberfriesen. Sechs davon mit den Motiven der Kreuzigung befinden sich unter der Nordempore. An der südöstlichen Chorwand befinden sich fünf Felder. Vier Friese sind als Begrenzung der Paneelfelder im Altarraum zu sehen. Außerdem sind weitere Teile des Rantzau-Gestühls am Aufgang zur Kanzel eingearbeitet. Des Weiteren sind auch zwei Gestühlswangen mit Dreiecksgiebel und ein geschnitztes Friesfeld als Zugang zu den Kirchenbänken erhalten. Da mehrere Teile in doppelter Ausführung vorhanden sind, geht man davon aus, dass es zwei Stuhlreihen gab, von denen eine für die männlichen und eine für die weiblichen Familienmitglieder gedacht war. Seit dem Umbau der Kirche im Jahre 1695 ist dieses Gestühl nicht mehr als ein zusammenhängendes Kunstwerk vorhanden.

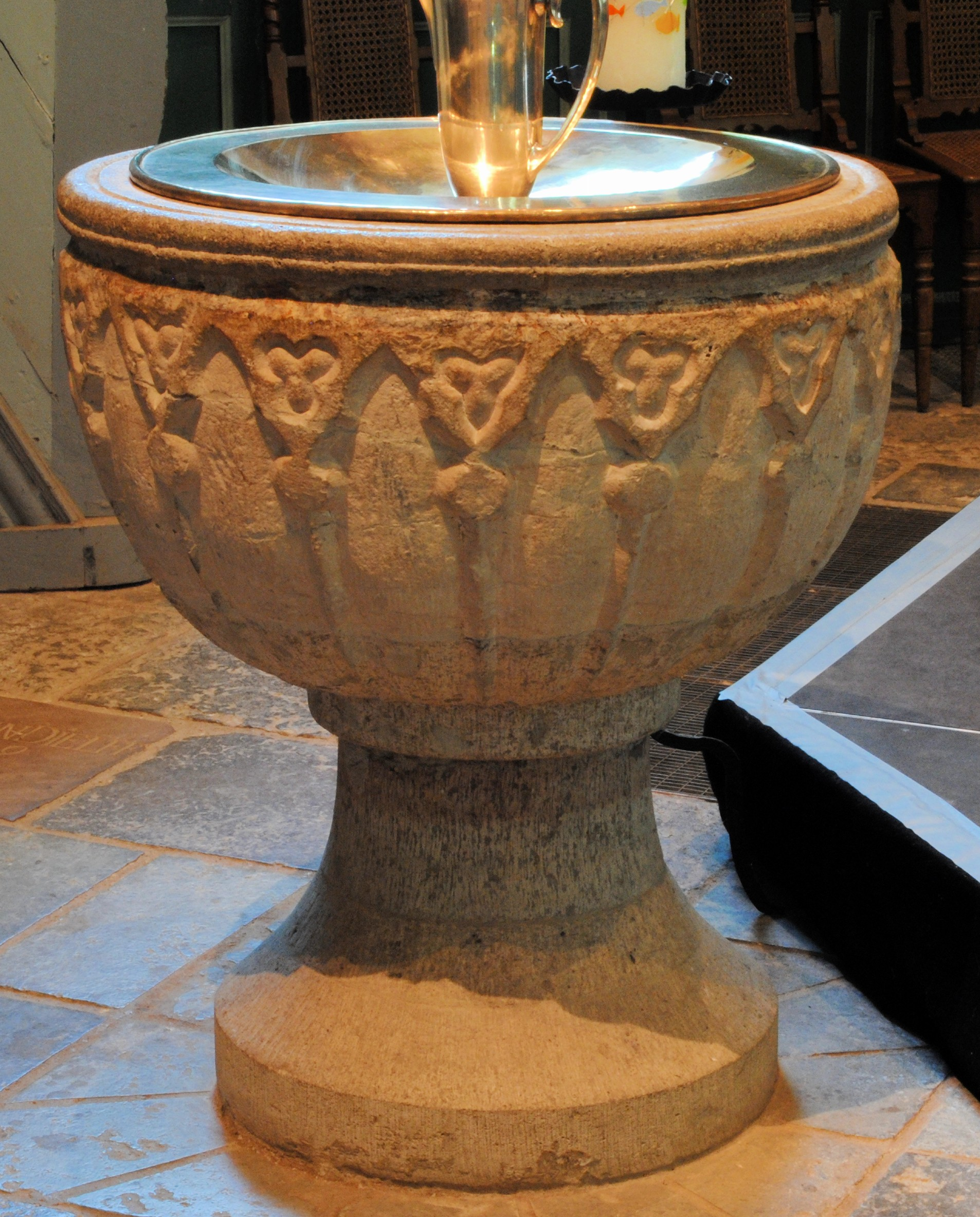
Kalksteintaufe

Die Kirche verfügt überdies über ein Taufbecken aus Kalkstein von der Insel Gotland aus dem beginnenden 13. Jahrhundert. Es besitzt eine Wandung, die dreipassartige Arkaden aufweist. Original ist aber nur noch die Kuppa, während der Fuß erneuert wurde. Die Kalksteintaufe wurde nach der Installation des Taufengels lange Zeit für Profanes zweckentfremdet. Erst später besann man sich des Wertes dieser Taufe und stellte sie letztendlich an ihren jetzigen Platz in der Kirche, wo sie seit 1952 wieder für den liturgischen Zweck zur Verfügung steht.
Ein Triumphkreuz vom Ende des 15. Jahrhunderts hängt heute über dem Altartisch. Der Kruzifixus hängt an einem z. T. erneuerten Kreuz. An den Enden des Brettes befinden sich Endscheiben mit jeweils sechs spitzen Abschlüssen. In den Flächen sind die Evangelistensymbole vorhanden. Der lebensgroße Corpus steht dem in Flintbek nahe.

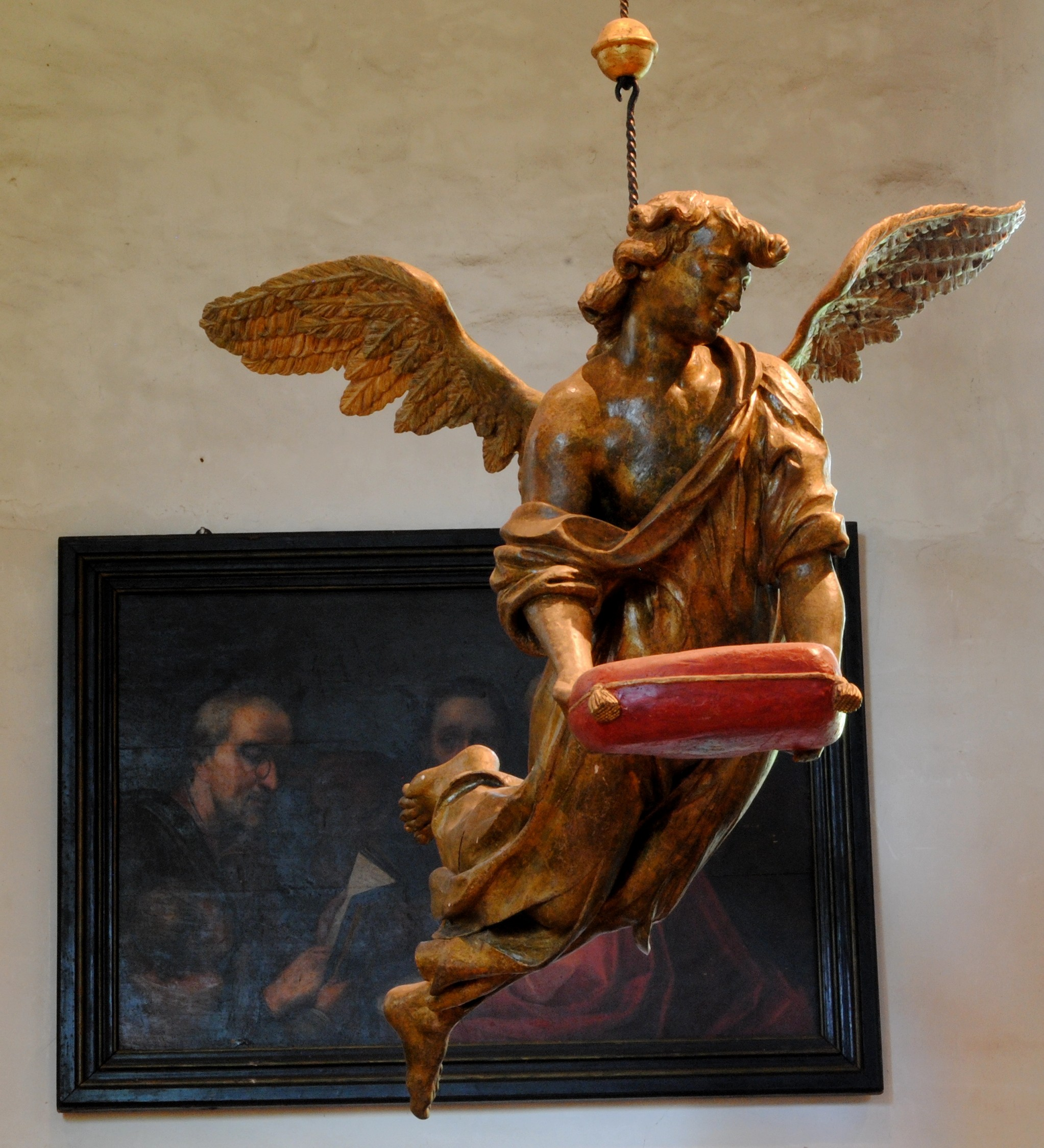
Taufengel vor dem Gemälde der vier Evangelisten

Der aus Lindenholz gearbeitete Taufengel wurde im Jahr 1736 von Hinrich von Ahlefeld der Kirche gestiftet. Man hatte nach Entfernen der Kalksteintaufe mehr Platz für Kirchenstühle, da der Taufengel an die Decke hochgezogen und bei Bedarf auch wieder heruntergeführt werden konnte. Die Engelsfigur ist lebensgroß, hat eine anmutige Gestalt, lockiges Haar und trägt auf seinen Händen ein rotes Samtkissen. Ursprünglich hatte er eine goldfarbene Fassung. Die Mode der Zeit um die zweite Hälfte des 19. Jahrhunderts bewirkte, dass Friedrich von Bülow im Jahre 1859 der Kirche eine neugotische Marmortaufe zum Geschenk machte. Das war der Zeitpunkt für die Entfernung des Taufengels aus dem Kirchenraum. Er ruhte 130 Jahre auf dem Dachboden der Kirche und verfiel zunehmend. Kurz bevor die Skulptur endgültig zerfiel, wurde eine Rückführung in die Kirche beschlossen. Sämtliche Teile wurden wieder zusammengefügt und aufwendig restauriert. Die originale Fassung konnte nicht erhalten werden. 1990 kam der nunmehr holzsichtige Taufengel zurück in die Kirche und schwebt seitdem neben dem mittelalterlichen Taufbecken.
Das sogenannte Bothkamper Herrengestühl befindet sich, auf drei Eisenstäben gestützt, als Gutsherren-Loge an der Nordwand des Chorraums. Der Auftraggeber war 1695 der Gutsherr von Löwendahl. Die Loge in hellem Anstrich ist sehr gut erhalten. Die Gliederung durch Pilaster mit korinthischen Kapitellen, Wappen, Kronen, Girlanden und Vasen ergibt einen herrschaftlichen Anblick.

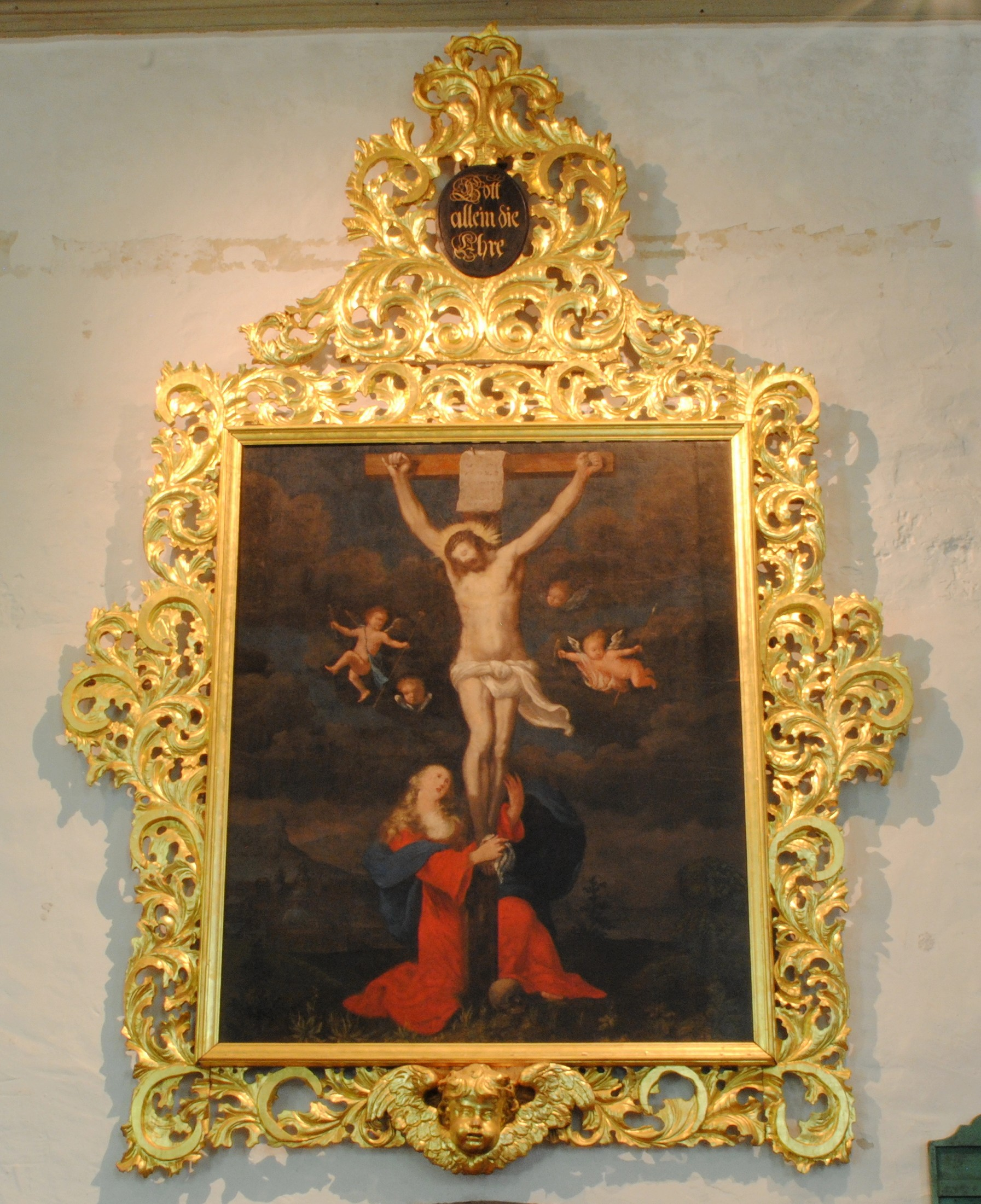
Kreuzigungsgemälde

Direkt gegenüber dem Hauptportal an der Südseite hängt ein Kreuzigungs-Gemälde an der Nordwand. Es ist ein relativ großes Gemälde (176 × 144 cm) mit einem vergoldeten barocken Rahmen. Akanthusranken führen hinauf zu einem Aufsatz, der ein Medaillon zeigt und die Inschrift trägt: „Gott allein die Ehre“. Das Ölgemälde wird dominiert von der Kreuzigung und der Landschaft um den Golgatha-Hügel. Maria Magdalena kniet unter Jesus, das Kreuz umfassend. Das Werk wurde im Jahr 1695 der Kirche von Herrn von Löwendahl vermacht. Dieser ließ es angeblich von dem Gottorfer Hofmaler Ludwig Weyand anfertigen. Den Rahmen besorgte Theodor Allers. Im Rahmen der Umgestaltung der Kirche war es als Altarbild gedacht. Dieser wurde wiederum im Jahr 1859 vom Architekten Joseph Eduard Mose verändert. Nur das Gemälde ohne Rahmen war nun noch Teil des Altares. Aus ästhetischen Gründen wurde es bei einer Kirchenrenovierung im Jahr 1952 vollends entfernt und auf dem Dachboden der Kirche verwahrt. Nach 40 Jahren wurde dieses mehrfach gefaltete Bild mit seinem zerbröselten Rahmen unter einer Lage Schutt entdeckt. Neu restauriert strahlt es seit 1995 von der Wand neben dem Eingang zur Gedächtnishalle.
Ein weiteres Gemälde ist das Bild der vier Evangelisten. Es hängt an der Südwand neben dem Aufgang zur Kanzel. Das Motiv sind die vier Evangelisten als Halbfigur in einer kontemplativen Haltung. Wohl in Anlehnung an berühmte Gemälde Peter Paul Rubens’ und nicht zuletzt des Malers Pieter Aertsen, der ein Bild der schreibenden Evangelisten um 1560 malte, ist auch dieses Ölgemälde entstanden. Es war ein sehr beliebtes Motiv, wurde aber selten mit ganzfigurigen Personen dargestellt.
Die Engelsfiguren, die neben dem Eingang zur Gedächtnishalle an der Nordwand hängen, sind nicht komplett. Zwei sitzende und zwei stehende Holzskulpturen waren bis zum Jahr 1952 Teil des Mose-Altares. Dieser wurde aber im Zuge einer Neugestaltung des Kirchenraumes entfernt. Die Holzskulpturen fanden private Abnehmer. Die neu ausgestaltete Kirche machte es nun möglich, dass diese Engelsfiguren nach und nach wieder den Weg in diese Kirche fanden. Lediglich ein stehender Engel bleibt verschwunden.
Die Kanzel aus dem Jahr 1606 besteht aus einem fünfseitigen Korb, der in den mit Säulen flankierten Feldern Schnitzreliefs aus dem Leben Jesu zeigt. Zu diesem Korb, der etwas in Schieflage geraten ist, gehören auch eine Tür mit einem Giebelaufsatz und Wappen sowie ein fünfseitiger Schalldeckel. Die ädikulaförmigen gegiebelten Aufsätze sind mit offenen Rundbögen versehen, in deren Öffnungen sich die Figuren von Christus, Petrus und Paulus zeigen. Ein schönes Detail ist die noch erhaltene Sanduhr mit Kerzenhalter. Sie stammt aus dem 17. Jahrhundert. Aus dem Mund eines Kopfes führt eine mit Pflanzen verzierte Volutenranke zum Sanduhrgehäuse. Der Boden und der Deckel sind graviert. Die vierfachen Kolben der Sanduhr, die mit gedrehten Stäben gehalten werden, sind nicht mehr Original.
Außerdem befindet sich in der Kirche eine Marcussen-Orgel aus dem Jahre 1852.
- I Hauptwerk: Bordun 16’, Prinzipal 8’, Rohrflöte 8', Oktave 4’, Quinte 2 2/3’, Oktave 2’, Terz 1 3/5', Mixtur III, Trompete 8'
- II Oberwerk: Salicional 16’, Viola di gamba 8’, Gedackt 8', Flöte 4', Gemshorn 4’
- Pedal: Subbass 16’, Principal 8’, Gedackt 8', Posaune 16'
- Koppeln: II/I (Schiebekoppel), I/P
- Sonstiges: Kalkantenglocke